# Weber City
Weber City és una població dels Estats Units a l'estat de Virgínia. Segons el cens del 2000 tenia 1.333 habitants.

## Demografia
Segons el cens del 2000, Weber City tenia 1.333 habitants, 605 habitatges, i 382 famílies. La densitat de població era de 451,5 habitants per km².
Dels 605 habitatges en un 20,2% hi vivien nens de menys de 18 anys, en un 47,4% hi vivien parelles casades, en un 12,9% dones solteres, i en un 36,7% no eren unitats familiars. En el 34,7% dels habitatges hi vivien persones soles el 18% de les quals corresponia a persones de 65 anys o més que vivien soles. El nombre mitjà de persones vivint en cada habitatge era de 2,08 i el nombre mitjà de persones que vivien en cada família era de 2,64.
Per edats la població es repartia de la següent manera: un 16,7% tenia menys de 18 anys, un 7,9% entre 18 i 24, un 22,4% entre 25 i 44, un 25,3% de 45 a 60 i un 27,7% 65 anys o més.
L'edat mediana era de 47 anys. Per cada 100 dones de 18 o més anys hi havia 76,5 homes.
La renda mediana per habitatge era de 25.744 $ i la renda mediana per família de 35.833 $. Els homes tenien una renda mediana de 33.958 $ mentre que les dones 21.726 $. La renda per capita de la població era de 15.856 $. Entorn de l'11,1% de les famílies i el 14,1% de la població estaven per davall del llindar de pobresa.

## Poblacions més properes
El següent diagrama mostra les poblacions més properes.